# Ksour (Bordj Bou Arreridj)
Ksour (em árabe: القصور) é uma cidade e comuna localizada na província de Bordj Bou Arreridj, Argélia. Segundo o censo de 2008, a população total da cidade era de 11 814 habitantes.